# Alnus rohlenae
Alnus rohlenae — вид квіткових рослин з родини березових. Поширення: пн.-зх. Балканський півострів.

## Біоморфологічна характеристика
Дерево до 35 м. Кора від сірої до сіро-коричневої, з віком тріщинувата. Гілочки від коричневих до сріблясто-сірих, тонкі, тягучі, запушені в молодому віці. Листя від оберненояйцеподібного до майже круглого, 5–9 × 4–8 см, верхівка від широко гострої до виїмчастої, основа клиноподібна, край часточковий із зубчастими зубцями, є 7–10 пар бічних жилок, верхня поверхня ± гола, нижня поверхня від голої до запушеної, завжди запушена вздовж жилок і з волосистими домаціями різного кольору, ніж жилки, світло-зелені зверху та знизу; ніжка листка 8–28 × 1–2 см завдовжки, гола. Тичинкові сережки у верхівковому суцвіття, майже прямовисні у бруньці, звисають під час цвітіння, 20–60 × 2–6 мм під час цвітіння. Маточкові сережки 2–4, 2 × 1 мм, плодоніжка 4–20 мм. Плід овально-еліптичний, 11–21 × 7–15 мм. Насіння безкриле, 2 × 2 мм, середньо-коричневе. Цвіте з лютого по квітень. 2n=56.

## Середовище
Населяє струмкові та прибережні ліси в гірських долинах та листяні ліси, де домінують ясен вузьколистий та платан східний. Пов'язані з часто затоплюваними алювіями поблизу активних русел струмків та річок.